# Sadies
Sadies là một chi nhện trong họ Salticidae.